# 莫吉拉熙笃会修道院
莫吉拉熙笃会修道院 (波蘭語：Opactwo Cystersów w Mogile)位于波兰克拉科夫，是一座熙笃会修道院 。1222年由克拉科夫主教创建。这是波兰中世纪最大、最重要的教堂之一，仅次于克拉科夫圣达尼老圣文策老圣殿总主教座堂, and served as the Odrowąż family's burial place until the 16th century.
该建筑群包括哥特式的圣十字圣殿(波蘭語：Bazylika Krzyża Świętego)、修道院教堂，以及文艺复兴风格的院长宫，建于1569年。
- The abbey cloister
- The cemetery
- Architectural detail, courtyard
- View of the north side